# Аугусто Парбоні
Аугусто Парбоні (італ. Augusto Parboni, 24 лютого 1900, Мілан — 24 липня 1984, Рим) — італійський футболіст, що грав на позиції захисника.
Виступав, зокрема, за клуб «Лаціо».

## Ігрова кар'єра
Народився 24 лютого 1900 року в місті Мілан.
У дорослому футболі дебютував 1920 року виступами за команду «Лаціо», кольори якої і захищав протягом усієї своєї кар'єри гравця, що тривала вісім років.. 
Помер 24 липня 1984 року на 85-му році життя у місті Рим.